# Rhinoplocephalus bicolor
Rhinoplocephalus bicolor is een slang uit de familie koraalslangachtigen (Elapidae) en de onderfamilie Elapinae.

## Naam en indeling
De wetenschappelijke naam van de soort werd voor het eerst voorgesteld door de Zwitserse zoöloog Fritz Müller in 1885. Tot recentelijk bestond het geslacht Rhinoplocephalus uit vijf soorten. Tegenwoordig is de groep monotypisch en wordt slechts door de soort Rhinoplocephalus bicolor vertegenwoordigd. Ook het geslacht Rhinoplocephalus werd beschreven door Müller in 1885. De soortaanduiding bicolor betekent vrij vertaald 'tweekleurig'.

## Verspreiding en habitat
De soort komt voor in delen van Australië en leeft endemisch in de deelstaat West-Australië. De habitat bestaat uit bossen, scrublands en zandduinen bij de kust.

## Beschermingsstatus
Door de internationale natuurbeschermingsorganisatie IUCN is de beschermingsstatus 'veilig' toegewezen (Least Concern of LC).